# Robert Manzon
Robert Manzon (Marseille, 12 april 1917 – Cassis, 19 januari 2015) was een Formule 1-coureur uit Frankrijk. Tussen 1950 en 1956 nam hij deel aan 29 Grands Prix voor de teams Gordini en Ferrari en scoorde twee podiumplaatsen en 16 punten.